# 安德湖 (沃洛格達州)
59°58′47″N 36°59′48″E / 59.97972°N 36.99667°E
安德湖（俄语：Андозеро），是俄羅斯的湖泊，位於該國西北部，由沃洛格達州負責管轄，長22.8公里、寬6公里，面積44.4平方公里，海拔高度140米，湖岸線長度54公里，集水區面積568平方公里，平均水深2.6米，最大水深6米。